# Science Index
Science Index — аналітичний інструментарій бази даних РІНЦ.
Розроблено для отримання необхідних користувачеві даних про публікації та цитованості статей на основі бази даних РІНЦ.
У 2011 р. розпочав роботу розділ Science Index — Автор.
У 2012 р. розпочав роботу розділ Science Index — Організація.
У 2013 р. заплановано запустити в роботу розділ Science Index — Видавництво.
Проект Science Index комерційний.